# Opolski Klub Sportowy Odra Opole
L'Opolski Klub Sportowy Odra Opole, meglio noto come Odra Opole, è una squadra di calcio con sede ad Opole.

## Storia

### Fondazione e primi anni
La storia dell'Odra Opole iniziò il 16 giugno 1945, quando nel municipio della città appena passata sotto il controllo polacco, un gruppo di funzionari sportivi si riunì per formare un'organizzazione sportiva. Sotto il primo presidente, l'avvocato Leonard Olejnik, l'Odra organizzò nel luglio dello stesso anno una corsa su strada che risultò la prima competizione sportiva nella città sotto il nuovo regime. Nel 1949, Odra si unì al "Lwowianka Opole" ed al "Chrobry Groszowice", e dal 1949 al 1958 il club fu chiamato "Budowlani Opole". Nel 1950 il Budowlani aveva diverse sezioni, tra cui calcio, atletica leggera, tennis, boxe, hockey su ghiaccio e pallavolo.
Nel 1951, allenato da Mieczyslaw Bieniek, il Budowlani venne promosso in cadetteria. Nel 1952, la squadra fu promossa in massima serie, dopo i playoff contro il Wlokniarz Krakow (3-2, 1-1). La squadra di Opole ha debuttato nella massima serie polacca il 15 marzo 1953, perdendo in casa 1-2 contro il Gwardia Varsavia: l'unico marcatore per il Budowlani fu Augustyn Pocwa. La squadra retrocesse in cadetteria alla fine del campionato.
Nel 1955 il Budowlani, con il suo capocannoniere Engelbert Jarek (che era stato acquistato dalla Polonia Nysa), tornò in Ekstraklasa. Nello stesso anno la squadra di Opole raggiunse la semifinale della Coppa di Polonia, perdendola per 0-2 contro il Lechia Danzica. Nel 1958 il Budowlani, che assunse nello stesso anno il nome "Odra Opole", retrocedette nuovamente in cadetteria. Dopo la retrocessione, l'Odra tornò rapidamente in massima serie per divenire nei primi anni '60 una tra le migliori squadre di calcio della nazione.

### Anni '60 e '70
Nella stagione 1960 l'Odra fu vicina a vincere il campionato polacco. Allenata da Teodor Wieczorek, la squadra perse nel girone finale contro il Gwardia Varsavia, finendo infine la competizione al quarto posto. Nel 1962 l'Odra giunse terza nella Coppa di Polonia, battendo 3-1 il KS Cracovia.
Nella stagione 1963-1964, l'Odra fu nuovamente vicina al campionato polacco. Il club, allenato da Artur Wozniak, giunse al terzo posto, miglior piazzamento nella storia del club.
Nella stessa stagione giunse alla semifinale della Coppa Piano Karl Rappan 1963-1964, eliminata dai connazionali del Polonia Bytom. Nel 1966 l'Odra retrocedette, per venire immediatamente promosso l'anno seguente. Nel 1969 si ritira dal calcio giocato il già citato Engelbert Jarek, che è stato il miglior marcatore in assoluto del club ed è considerato il giocatore più forte che abbia vestito la maglia dell'Odra Opole.
Dopo una nuova retrocessione nel 1974, tornò in massima serie nel 1976. Con una nuova generazione di giocatori di talento, come Roman Wójcicki e Józef Młynarczyk, l'Odra il 18 giugno 1977 vinse la Puchar Ekstraklasy, battendo per 3-1 il Widzew Łódź. 
La vittoria nella coppa di lega permise al club di guadagnarsi un posto nella Coppa UEFA 1977-1978, competizione dalla quale fu estromesso al primo turno dai tedesco-orientali del Magdeburgo.
In quella squadra, che fu sconfitta di misura, militavano il portiere Mlynarczik e il difensore Roman Wojcicki che poi sarebbero passati al forte Widzew Lodz e alla Nazionale terza ai mondiali 1982.
Nella I liga 1978-1979 l'Odra fu campione d'inverno ma perdendo diverse partite importanti in primavera, giunse solo al 5 ° posto finale. Dopo quella stagione, Antoni Piechniczek si dimise, venendo sostituito da Jozef Zwierzyna.

### Dagli anni '80
Nella stagione 1979-1980 l'Odra finì al nono posto, ed in quella seguente retrocedette. Dopo la retrocessione l'Odra rimase in seconda divisione sino al 1984, quando scese ancora di categoria, rimanendovi quasi ininterrottamente sino al 1997, quando venne promosso in cadetteria.

## Palmarès

### Competizioni nazionali
- Coppa di Lega polacca: 1

1977

### Competizioni internazionali
- Coppa Intertoto: 2

1968, 1969

### Altri piazzamenti
- Campionato polacco:

Terzo posto: 1963-1964
- Coppa di Polonia:

Semifinalista: 1954-1955, 1961-1962, 1966-1967, 1980-1981, 2000-2001
- II liga:

Secondo posto: 2016-2017
- Coppa Piano Karl Rappan:

Semifinalista: 1963-1964